# 励小捷
励小捷（1955年6月—），男，汉族，浙江鄞县人，中华人民共和国政治人物。新会职工大学中文系毕业，中共中央党校研究生学历。曾任中华人民共和国文化部副部长兼国家文物局局长、中华文物交流协会会长。

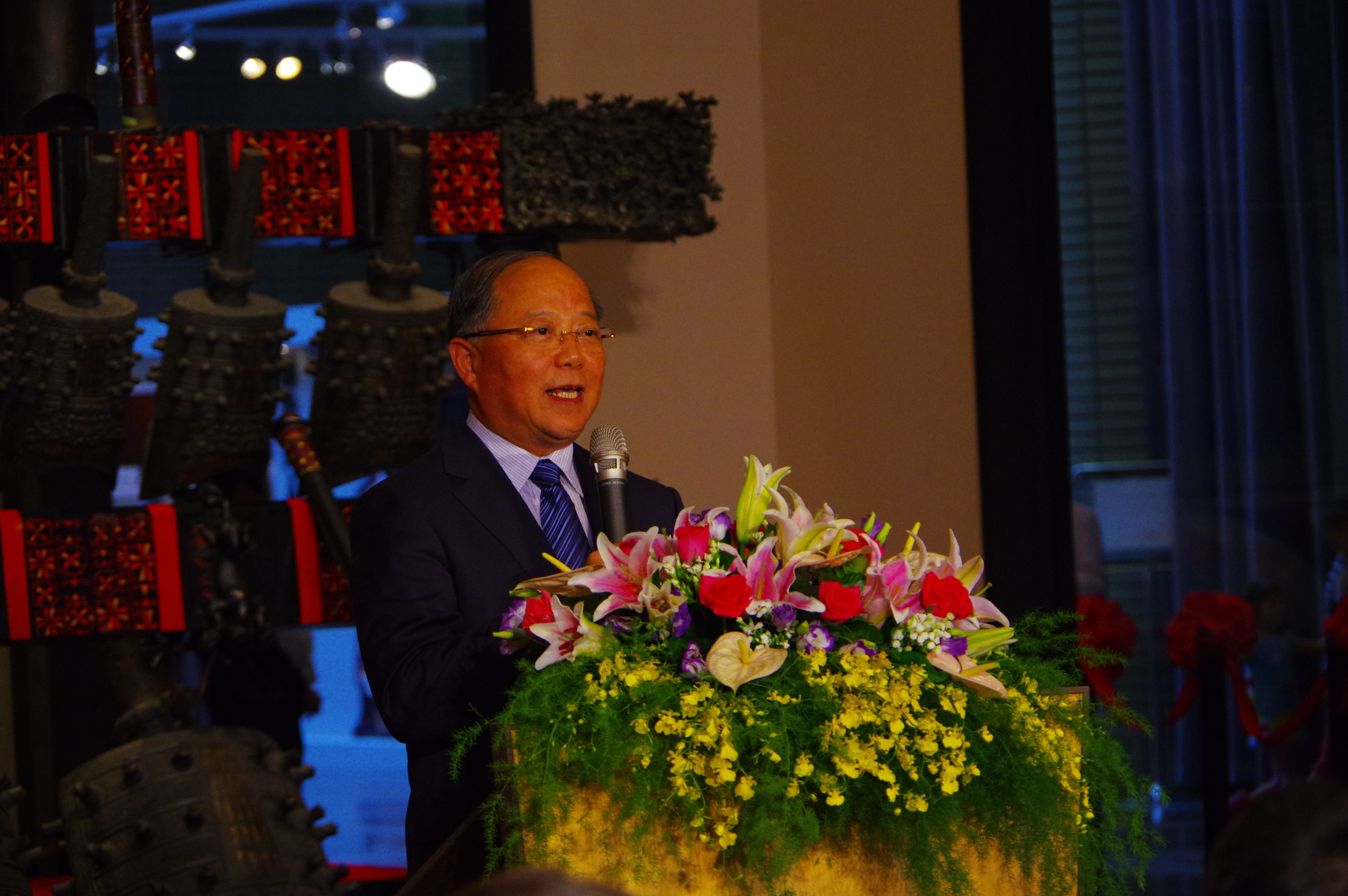
励小捷

## 生平

### 早年经历
1971年11月参加工作，进入天津南开中学任教。1973年3月，调南开区共青团委工作。1974年7月，被下放天津市打火机厂劳动。1976年5月，回到南开区团委工作。1977年2月加入中国共产党。1979年10月，在中央团校理论班学习。1980年11月，任天津市南开区团委宣传部部长。

### 仕途
1982年3月，励小捷调任中共天津市南开区委宣传部秘书。1983年1月，进入中共天津市委机关，历任市委办公厅干部、副处长、处长，受到时任办公厅主任李建国的赏识。1993年，李建国出任市委副书记，励小捷于11月被提拔为市委办公厅副主任，成为李建国的政治秘书。1996年9月，任津南区委副书记、代区长、区长。1997年8月，再次回到市委机关，任中共天津市委副秘书长。在李建国调升中共陕西省委书记后，励小捷于1998年2月亦调往陕西，任省委副秘书长。2000年7月，任中共陕西省委副秘书长、办公厅主任，继续担任李建国秘书。2002年6月，晋升省委秘书长、办公厅主任。
2004年12月，励小捷调任中共甘肃省委常委、省委宣传部部长。
2011年10月，出任中华人民共和国文化部副部长、党组成员。2012年1月起，兼任国家文物局局长。2015年10月，被免去文化部副部长、国家文物局党组书记、局长职务。